# Canton de Beaufort-en-Anjou
Pour les articles homonymes, voir Beaufort et Anjou (homonymie).
Cet article possède un paronyme, voir Canton de Beaufort.
Le canton de Beaufort-en-Anjou, précédemment appelé canton de Beaufort-en-Vallée, est une circonscription électorale française située dans le département de Maine-et-Loire et la région Pays de la Loire.

## Histoire
Le canton de Beaufort (chef-lieu) est créé en 1790. Il est tout d'abord intégré au district de Baugé, puis en 1800 à l'arrondissement de Baugé, et à sa disparition en 1926, à l'arrondissement d'Angers.
En 1954, la commune de La Ménitré est détachée du canton des Ponts-de-Cé pour être rattachée à celui de Beaufort.
À la suite du décret du 26 février 2014, la taille du canton évolue en mars 2015, après les élections départementales de 2015. Les nouvelles communes sont celles du canton de Baugé, canton de Noyant, une issue du canton de Seiches-sur-le-Loir et le retrait d'une commune qui rejoint le canton d'Angers-7. Vingt-cinq communes appartiennent à l'arrondissement de Saumur et sept à l'arrondissement d'Angers.
À la suite du décret du 5 mars 2020, le canton prend le nom de son bureau centralisateur, Beaufort-en-Anjou.

## Représentation

### Conseillers d'arrondissement (de 1833 à 1940)
Le canton de Beaufort avait deux conseillers d'arrondissement.
Il appartenait à l'arrondissement de Baugé jusqu'à sa disparition en 1926.
| Période                                  | Période          | Identité                                    | Étiquette   | Qualité |
| ---------------------------------------- | ---------------- | ------------------------------------------- | ----------- | --- |
| 1833                                     | 1842             | Dominique François Jean de Gouy (1774-1848) |             | Imprimeur, juge de paix à Beaufort                                                                          |
| 1833                                     | 1845             | Louis François Rottier des Forges           |             | Médecin, maire de Fontaine-Guérin                                                                           |
| 1842                                     | 1845             | Alphonse du Breil du Bost                   |             | Propriétaire à Beaufort                                                                                     |
| 1845                                     | 1848             | René Tuffet                                 |             | Propriétaire à Mazé                                                                                         |
| 1845                                     | 1848             | M. Lenoir de La Clochetière                 |             | Propriétaire                                                                                                |
|                                          |                  |                                             |             | |
|                                          | 1885 (démission) | M. Quelin                                   |             | |
|                                          |                  |                                             |             | |
| 1919                                     | 1925             | Louis Baillif                               | Républicain | Propriétaire viticulteur, maire de Beaufort-en-Vallée                                                       |
| 1919                                     | 1937             | Anatole Cousin                              | Républicain | |
| 1925                                     | 1937             | Emmanuel Giladeau                           |             | Maire de Beaufort                                                                                           |
| 1937                                     | 1940             | Arthur Besnard (1881-1961)                  | Radical     | Marchand de bois, maire de Brion                                                                            |
| 1937                                     | 1940             | M. Normand                                  | Radical     | Premier adjoint au maire de Corné                                                                           |
| 1940                                     |                  |                                             |             | Les conseils d'arrondissement ont été suspendus par la loi du 12 octobre 1940 et n'ont jamais été réactivés |
| Les données manquantes sont à compléter. |                  |                                             |             | |

### Conseillers généraux de 1833 à 2015
Le canton de Beaufort-en-Vallée est la circonscription électorale servant à l'élection des conseillers généraux, membres du conseil général de Maine-et-Loire.
| Période       | Période           | Identité                                          | Étiquette                     | Qualité |
| ------------- | ----------------- | ------------------------------------------------- | ----------------------------- | --- |
| 1833          | 1845              | François-Régis Béritault (1789-1876)              |                               | Notaire et juge de paix, maire de Beaufort-en-Vallée |
| 1845          | 1864              | Alphonse du Breil du Bost                         |                               | Propriétaire Maire de Beaufort-en-Vallée (1844-1862), conseiller d'arrondissement                                                                                                |
| 1864          | 1871              | Eugène Boutrais                                   |                               | Conseiller à la Cour d'Angers |
| 1871          | 1874              | Mamert Coullion                                   |                               | Conseiller de préfecture honoraire à Angers |
| 1874          | 1886              | Henri Grimoux                                     | Républicain                   | Docteur en médecine, maire de Beaufort-en-Vallée (1881-1888) |
| 1886          | 1910              | Comte Scévole Pocquet de Livonnière               | Conservateur                  | Ancien chef de bataillon des Mobiles du Maine-et-Loire Maire de Brion |
| 1910          | 1910 (annulation) | Louis Baillif                                     | Républicain                   | Propriétaire viticulteur à Beaufort Conseiller d'arrondissement |
| 1910          | 1919              | Comte Scévole Pocquet de Livonnière               | Conservateur                  | Maire de Brion |
| 1919          | 1940              | René Réveillant (1869-1942)                       | Rad.ind.                      | Receveur économe des hospices et du bureau de bienfaisance, Beaufort-en-Vallée                                                                                                   |
|               |                   |                                                   |                               | |
| 1943          | 1945              | Marie-Joseph d'Andigné                            |                               | Maire de Beaufort-en-Vallée Nommé conseiller départemental en 1943 |
|               |                   |                                                   |                               | |
| 1945          | 1965 (démission)  | Guy de Chambrun d'Uxeloup de Rosemont (1897-1976) | DVD puis RS puis RPF puis UNR | Propriétaire à Beaufort-en-Vallée |
| 25 avril 1965 | 1991 (décès)      | Roger Serreau (1926-1991)                         | DVD puis UDF-CDS              | Maire de Beaufort-en-Vallée (1959-1991) |
| 1991          | 2002              | Jean-Charles Taugourdeau                          | RPR                           | Chef d'entreprise Maire de Beaufort-en-Vallée (1991-2015) Président de la CC Beaufort-en-Anjou (1999-2014) Suppléant du député Christian Martin (1997-2002) - Député (2002-2020) |
| 2002          | mars 2015         | Marie-Pierre Martin                               | UMP                           | Enseignante Vice-présidente du conseil général Adjointe au maire de Beaufort-en-Vallée                                                                                           |

#### Résultats électoraux détaillés
- Élections cantonales de 2001 : Jean-Charles Taugourdeau (RPR) est élu au 1er tour avec 56,26 % des suffrages exprimés, devant Serge Legros (Divers gauche) (15,87 %), Bernard Desrues (PCF) (12,2 %) et Gérard Gazeau (VEC) (10,08 %). Le taux de participation est de 70,30 % (8 330 votants sur 11 849 inscrits)[9].
- Élections cantonales de 2008 : Marie-Pierre Martin   (UMP) est élue au 1er tour avec 53,47 % des suffrages exprimés, devant Claude  Berthelot  (PRG) (35,45 %) et Roselyne  Pichon  (PCF) (11,09 %). Le taux de participation est de 66,48 % (8 846 votants sur 13 307 inscrits)[10].

### Conseillers départementaux à partir de 2015
À partir du renouvellement des assemblées départementales de 2015, le canton devient la circonscription électorale servant à l'élection des conseillers départementaux, membres du conseil départemental de Maine-et-Loire.
| Période élective | Période élective | Mandat | Mandat   | Identité            | Nuance | Nuance | Qualité |
| ---------------- | ---------------- | ------ | -------- | ------------------- | ------ | ------ | --- |
| 2015             | 2021             | 2015   | en cours | Philippe Chalopin   |        | DVD    | Avocat Maire de Baugé-en-Anjou (2013- ) Président de la Communauté de Communes Vice-président chargé du tourisme, de l’habitat, du très haut débit et du numérique |
| 2015             | 2021             | 2015   | en cours | Marie-Pierre Martin |        | LR     | Enseignante Adjointe au maire de Beaufort-en-Vallée 1ère vice-présidente du Conseil départemental chargée des solidarités                                          |
| 2021             | 2028             | 2021   | en cours | Philippe Chalopin   |        | DVD    | Conseiller sortant, Président de l'association des maires de Maine-et-Loire                                                                                        |
| 2021             | 2028             | 2021   | en cours | Marie-Pierre Martin |        | LR     | Conseillère sortante |

### Résultats détaillés

#### Élections de mars 2015
À l'issue du 1er tour des élections départementales de 2015, deux binômes sont en ballottage : Philippe Chalopin et Marie-Pierre Martin (Union de la Droite, 48,68 %) et Patrice Lancien et Françoise Thenie (FN, 25,41 %). Le taux de participation est de 50,13 % (11 709 votants sur 23 359 inscrits) contre 49,68 % au niveau départemental et 50,17 % au niveau national.
Au second tour, Philippe Chalopin et Marie-Pierre Martin (Union de la Droite) sont élus avec 69,43 % des suffrages exprimés et un taux de participation de 50,76 % (7 339 voix pour 11 857 votants et 23 359 inscrits).

#### Élections de juin 2021
Le premier tour des élections départementales de 2021 est marqué par un très faible taux de participation (33,26 % au niveau national). Dans le canton de Beaufort-en-Anjou, ce taux de participation est de 28,44 % (6 818 votants sur 23 971 inscrits) contre 29,36 % au niveau départemental. À l'issue de ce premier tour, deux binômes sont en ballottage : Philippe Chalopin et Marie-Pierre Martin (DVD, 62,72 %) et Hugues Bouvet et Sophie Labrune (Union à gauche avec des écologistes, 21,85 %).
Le second tour des élections est marqué une nouvelle fois par une abstention massive équivalente au premier tour. Les taux de participation sont de 34,36 % au niveau national, 30,37 % dans le département et 28,89 % dans le canton de Beaufort-en-Anjou. Philippe Chalopin et Marie-Pierre Martin (DVD) sont élus avec 73,85 % des suffrages exprimés (4 809 voix pour 6 927 votants et 23 974 inscrits),,. 

## Composition

### Composition avant 2015

Carte du canton en 2014.

Le canton de Beaufort-en-Vallée regroupait 8 communes.
| Nom                            | Code Insee | Codepostal | Superficie (km2) | Population (dernière pop. légale) | Densité (hab./km2) |
| ------------------------------ | ---------- | ---------- | ---------------- | --------------------------------- | ------------------ |
| Beaufort-en-Vallée (chef-lieu) | 49021      | 49250      | 35,66            | 6 471 (2012)                      | 181                |
| Brion                          | 49049      | 49250      | 28,29            | 1 164 (2012)                      | 41                 |
| Corné                          | 49106      | 49630      | 16,64            | 2 862 (2012)                      | 172                |
| Fontaine-Guérin                | 49138      | 49250      | 22,51            | 978 (2012)                        | 43                 |
| Gée                            | 49147      | 49250      | 6,38             | 468 (2012)                        | 73                 |
| Mazé                           | 49194      | 49630      | 33,33            | 4 948 (2012)                      | 148                |
| La Ménitré                     | 49201      | 49250      | 17,37            | 2 124 (2012)                      | 122                |
| Saint-Georges-du-Bois          | 49280      | 49250      | 9,42             | 422 (2012)                        | 45                 |

### Composition depuis 2015
À la suite du redécoupage cantonal de 2014, le canton comptait 32 communes.
Il comprend 19 communes à la suite de quatre fusions de communes au 1er janvier 2016 :
- Beaufort-en-Vallée et Gée pour former la commune nouvelle de Beaufort-en-Anjou[24],
- Baugé-en-Anjou, Clefs-Val d'Anjou, Bocé, Chartrené, Cheviré-le-Rouge, Cuon, Échemiré, Fougeré, Le Guédeniau et Saint-Quentin-lès-Beaurepaire pour former la nouvelle commune nouvelle de Baugé-en-Anjou[25],
- Brion, Fontaine-Guérin et Saint-Georges-du-Bois pour former la commune nouvelle des Bois d'Anjou[26],
- Fontaine-Milon et Mazé pour former la commune nouvelle de Mazé-Milon[27].

Le 15 décembre 2016, quatorze communes de l'ancien canton de Noyant (excepté La Pellerine) fusionnent également pour constituer Noyant-Villages. Le canton compte désormais 6 communes.
| Nom                                       | Code Insee | Intercommunalité   | Superficie (km2) | Population (dernière pop. légale) | Densité (hab./km2) | Modifier                                    |
| ----------------------------------------- | ---------- | ------------------ | ---------------- | --------------------------------- | ------------------ | ------------------------------------------- |
| Beaufort-en-Anjou (bureau centralisateur) | 49021      | CC Baugeois Vallée | 42,04            | 6 893 (2022)                      | 164                | modifier les données · modifier les données |
| Baugé-en-Anjou                            | 49018      | CC Baugeois Vallée | 268,16           | 11 747 (2022)                     | 44                 | modifier les données · modifier les données |
| Les Bois d'Anjou                          | 49138      | CC Baugeois Vallée | 60,22            | 2 531 (2022)                      | 42                 | modifier les données · modifier les données |
| Mazé-Milon                                | 49194      | CC Baugeois Vallée | 41,79            | 5 770 (2022)                      | 138                | modifier les données · modifier les données |
| Noyant-Villages                           | 49228      | CC Baugeois Vallée | 299,45           | 5 473 (2022)                      | 18                 | modifier les données · modifier les données |
| La Pellerine                              | 49237      | CC Baugeois Vallée | 5,30             | 137 (2022)                        | 26                 | modifier les données · modifier les données |
| Canton de Beaufort-en-Anjou               | 4908       |                    | 716,96           | 32 551 (2022)                     | 45                 | modifier les données                        |

## Démographie

### Démographie avant 2015
| 1962   | 1968   | 1975   | 1982   | 1990   | 1999   | 2006   | 2011   | 2012   |
| ------ | ------ | ------ | ------ | ------ | ------ | ------ | ------ | ------ |
| 11 102 | 10 986 | 11 692 | 13 397 | 15 311 | 16 111 | 17 697 | 19 277 | 19 437 |

### Démographie depuis 2015
En 2022, le canton comptait 32 551 habitants, en évolution de −2,2 % par rapport à 2016 (Maine-et-Loire : +2,12 %, France hors Mayotte : +2,11 %).
| 2013   | 2018   | 2022   |
| ------ | ------ | ------ |
| 33 145 | 33 181 | 32 551 |